# Língua quipeá
O quipeá (ou kipeá) é uma língua cariri pertencente ao tronco linguístico macro-jê.
O quipeá foi falado por índios que se tornaram conhecidos como quiriris, principalmente na bacia do rio Itapicuru, na Bahia.

## História
A língua quipeá é conhecida por meio de dois livros publicados por Luís Vincêncio Mamiani, um missionário jesuíta italiano. Foi ele quem escreveu um catecismo, de 1698, e uma gramática, de 1699. O catecismo é bilíngue em português e de caráter mormente dialógico, isto é, com poucos textos exortativos e admoestadores. A gramática é considerada por Aryon Rodrigues como uma das melhores do século XVII. Há também referência por Mamiani a um suposto vocabulário quiriri, em carta de 1696 a Tirso González.

## Amostra de texto
A seguir, o pai-nosso em quipeá, conforme Mamiani em seu Catecismo da doutrina cristã na língua brasílica da nação quiriri (p. 2):
| “ | BO cupadzûá dibárí mó arãkié, dó netſówonhé adzé inháá; dó dí ecanghité hidyodé; dó moró acáté mó radá, moró mó arãkié; dó dí hiamítẽdé ená hidiohodé dó ighŷ; dó prieré mó hibuânghetẽdé; moró ſiprí hirédé dó dibuângherí hiaídé; dó dikyé ená hihẽbupídé nóſumarã anhí; dó nunhé hietçãdé ená bóburété. Amen JESU. | ” |

## Obras em quipeá
- Arte de gramática da língua brasílica da nação quiriri (1699)
  - Segunda edição (1877)
- Catecismo da doutrina cristã na lingua brasílica da nação quiriri (1698)
  - Segunda edição (1942)